# Bulthaup
Bulthaup è un'azienda tedesca che produce cucine, con sede ad Aich, presso Landshut, nella Bassa Baviera. L'azienda occupa 530 lavoratori e registra un fatturato di circa 120 milioni di euro. Quasi l'ottanta per cento di questa cifra è realizzata dal settore export.

## Storia

### Fondazione

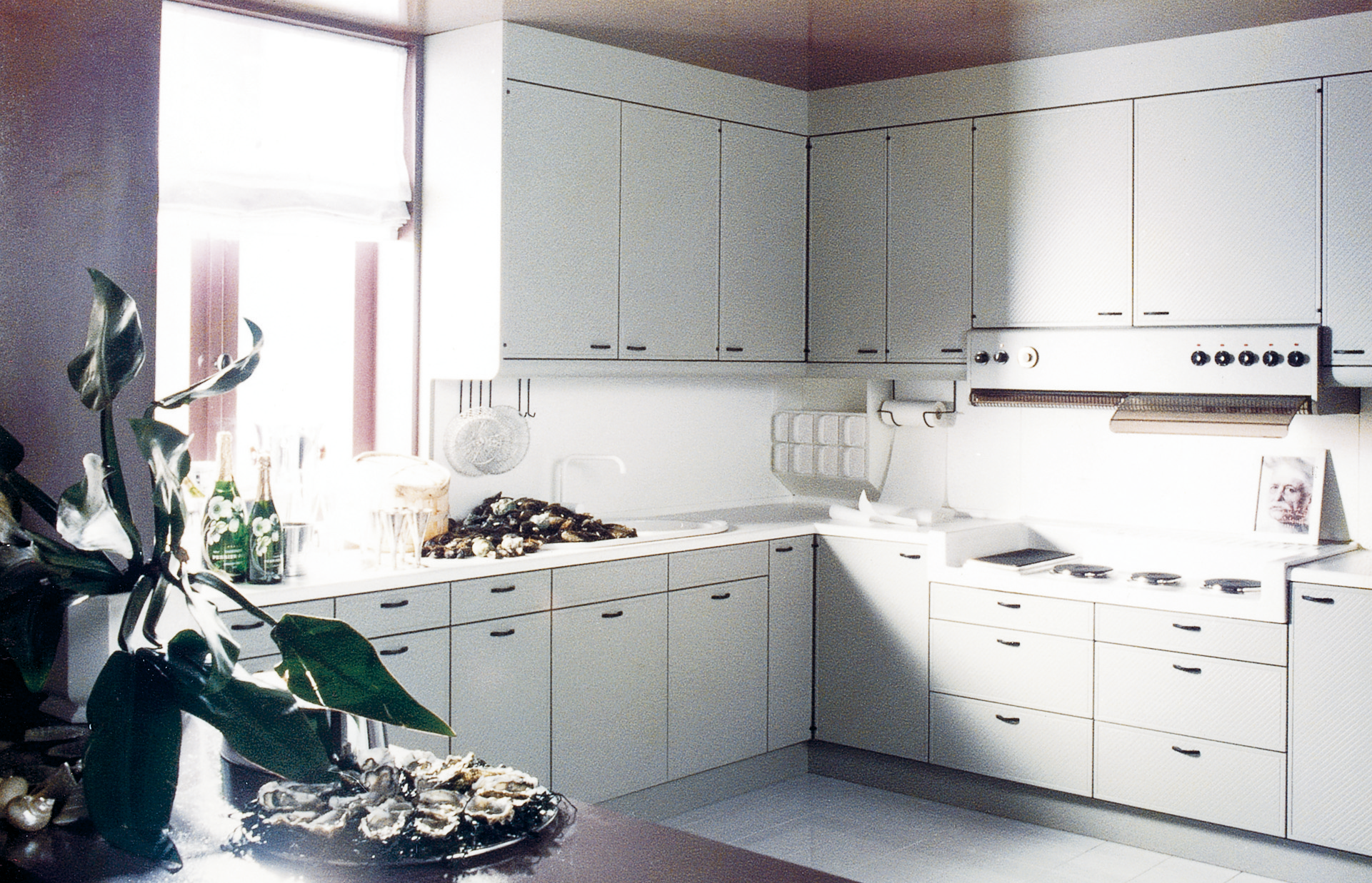
Bulthaup Concept 12 (1974)

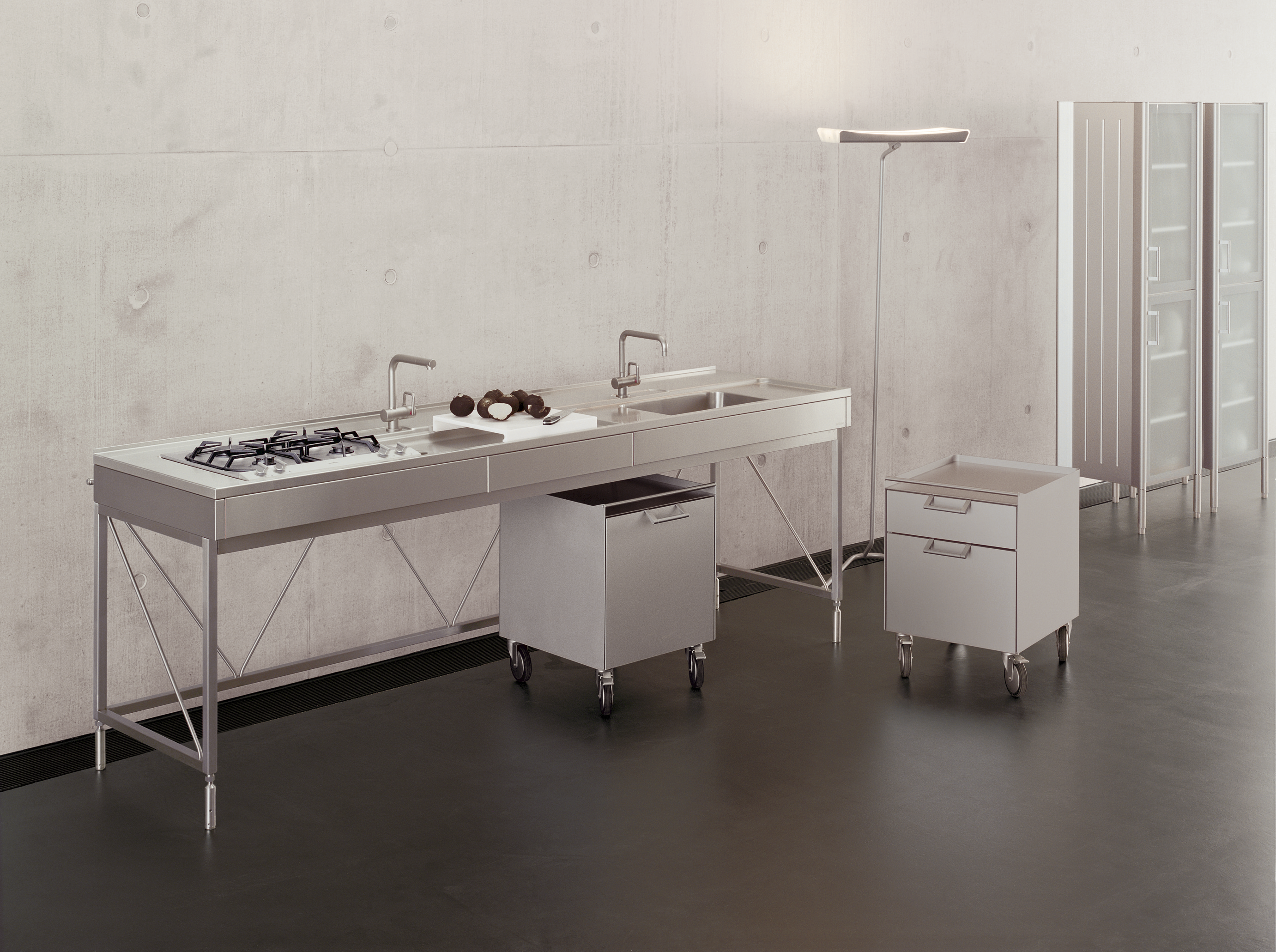
Bulthaup "stazione di lavoro" (1988) e Bulthaup System 20 mobili

Nel 1949 Martin Bulthaup, originario della Vestfalia dell'Est, ha fondato la "Martin Bulthaup Möbelfabrik" ("Fabbrica di mobili Martin Bulthaup") a Bodenkirchen, presso Landshut con la quale nel 1951 incomincia a produrre mobili per cucine. Il primo prodotto del marchio è una credenza con tendine cucite a mano.
Nel 1963 Martin Bulthaup fa costruire uno stabilimento a Bodenkirchen e nel 1966 inaugura una nuova sede a Neumarkt-Sankt Veit. Viene inoltre introdotta nell'azienda della produzione in serie.
Alla fine degli anni sessanta l'azienda è uno dei cinque maggiori produttori tedeschi di arredamento, con un fatturato di circa cento milioni di marchi tedeschi.
All'inizio del 1973 iniziano le esportazioni nei paesi membri dell'allora Comunità Europea.
Nel 1969 Bulthaup presenta la sua linea di prodotti Stil 75. e nel 1974 il sistema per cucine Concept 12 (chiamato anche c12), che, grazie ad una griglia di montaggio di 12 cm, consente una progettazione flessibile.
Nel 1978, l'impresa passa a Gerd Bulthaup, figlio del fondatore. Diversi settori aziendali vengono riuniti nel nuovo stabilimento ad Aich.

### Collaborazione con Otl Aicher
Nel 1980 inizia il sodalizio con il progettista Otl Aicher, secondo il quale la cucina doveva essere un ambiente creato per instillare la voglia di preparare i cibi tutti insieme e un luogo in cui i vari utensili trovassero un posto sicuro, comodo e visibile.
Nello stesso anno viene prodotta la serie System b, ispirata alle ricerche condotte dallo stesso Aicher, e nel 1988 la cosiddetta "Stazione di lavoro" (SDL), combinazione di punto fuoco in acciaio inox, lavello e piano di lavoro, con alcuni elementi tipici delle cucine professionali che riceve diversi premi di design.

### Anni novanta

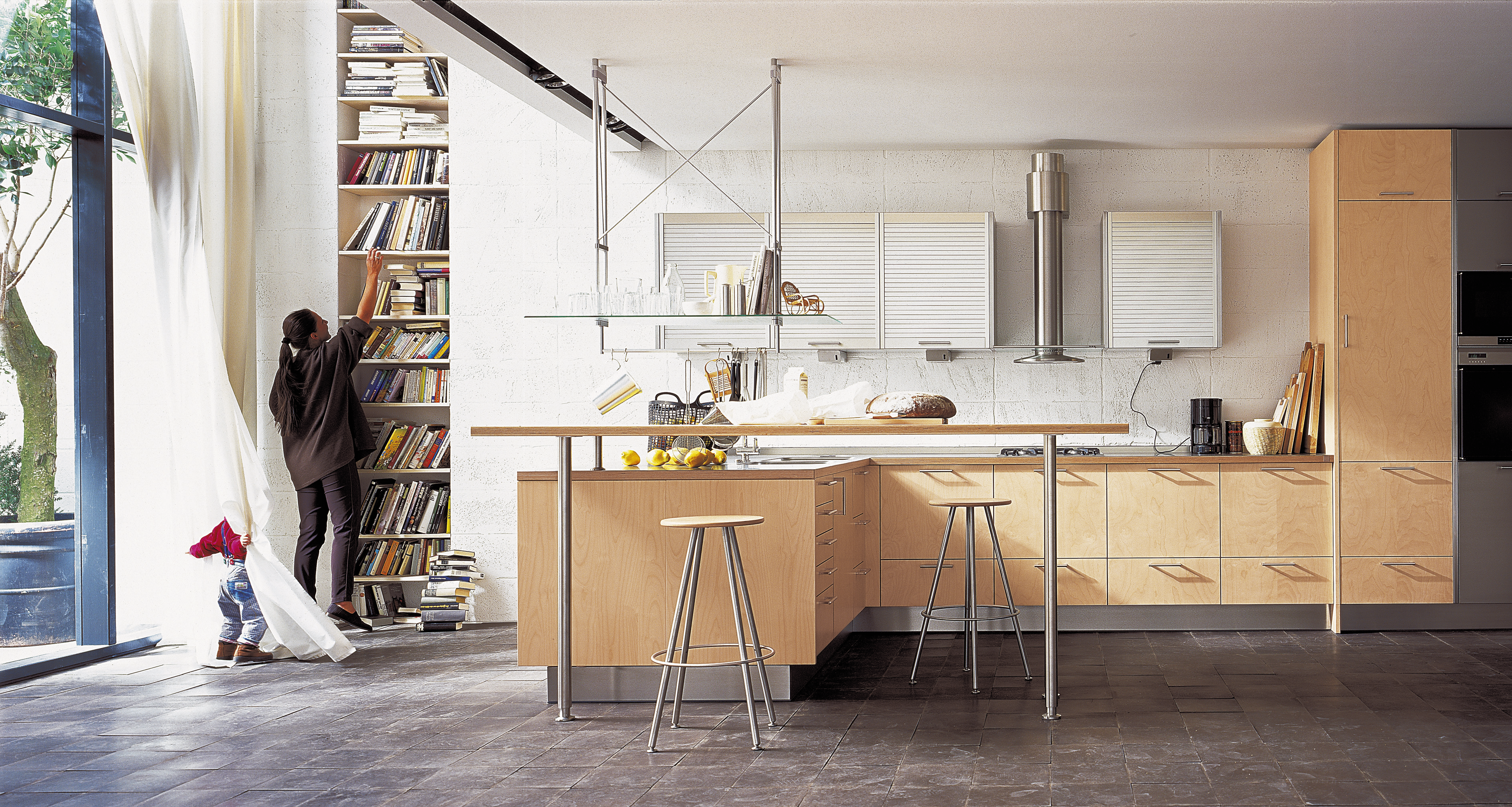
Bulthaup System 25 con cappa aspirante Bulthaup e Duktus mobili (1992)

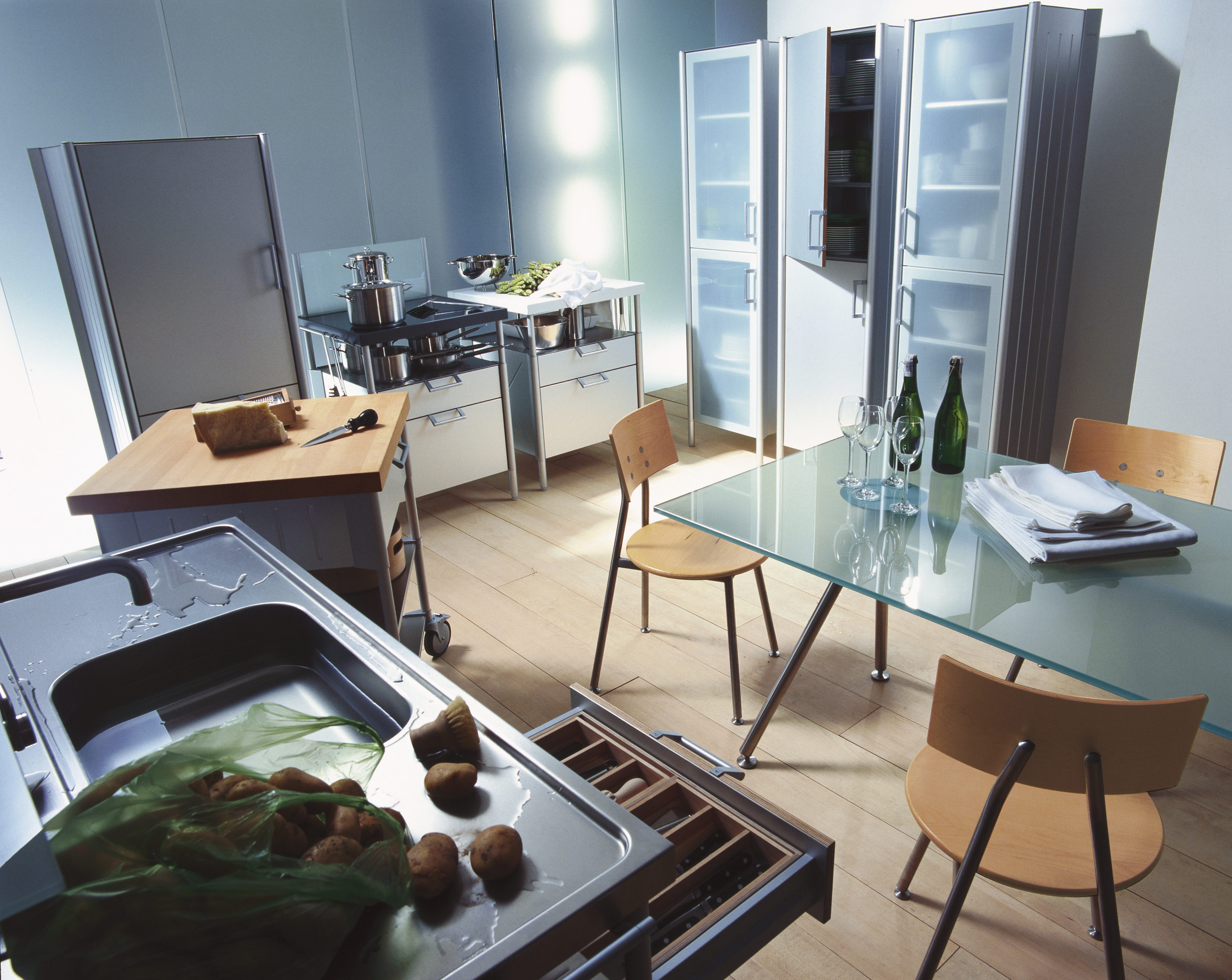
Bulthaup System 20 (1997)

Nel 1992 Bulthaup presenta System 25, con frontali e superfici differenti e con griglia tridimensionale di montaggio di 25x25x25 mm (misura dalla quale deriva il suo nome), per dare la possibilità di una progettazione flessibile.
La cappa aspirante Bulthaup, ispirata per forme e funzioni alle cucine professionali, ha ricevuto diversi riconoscimenti. Alla serie si aggiungono anche gli elementi dei sistemi di seduta Korpus e Duktus.
Nel 1997 è presentato il sistema mobile System 20, in cui sono previsti box su rotelle ed elementi indipendenti liberamente posizionabili nello spazio..

### Dal 2000 in poi
Nel 2002 Gerd Bulthaup si ritira dall'attività nella direzione aziendale, e l'azienda è stata affidata ad amministratori esterni.
Nel 2004 la rivista tedesca specializzata in materia di diritto del consumatore "Öko-Test" conduce delle ricerche sui materiali e gli adesivi utilizzati dall'azienda per la produzione dei propri mobili, testandone il grado di innocuità per la salute. Il test sortisce esito positivo, con giudizio "soddisfacente", che Bulthaup si vede assegnare insieme a Poggenpohl.
Dal 2010 è ritornato a guidare l'azienda un membro della famiglia del fondatore, Marc O. Eckert.
Nel mese di marzo dello stesso anno, l'azienda ha richiesto per 114 dei suoi oltre 550 collaboratori programmi di riqualificazione e reinserimento professionale o il licenziamento anche a breve termine. Dopo un ciclo e mezzo di lavoro a orario ridotto, i collaboratori devono abbandonare l'azienda a seguito di un periodo di riqualificazione professionale e di assistenza di nove mesi, percependo tuttavia fino a quel momento ancora l'ottanta per cento di quello che era il loro stipendio netto.

### Attualità
Nel 2014 Bulthaup offre tre linee di prodotti: b1 (ante e cassetti privi di maniglie, con prezzo base basso e gamma di varianti ridotte). La serie b1 non è prodotta nella casa madre di Aich/Bodenkirchen. Per mere ragioni di capacità produttiva, essa viene realizzata presso gli stabilimenti di un produttore di mobili della Germania meridionale di cui non è stato reso pubblico il nome), b2 (evoluzione della "cucina laboratorio" di Otl Aicher basata su colonne) e b3 (basata su una parete multifunzione e sistema di arredo estendibile a tutta la casa).
Vengono inoltre prodotti tavoli, panche, cappe aspiranti, rubinetteria, lampadari e accessori per la cucina di casa.

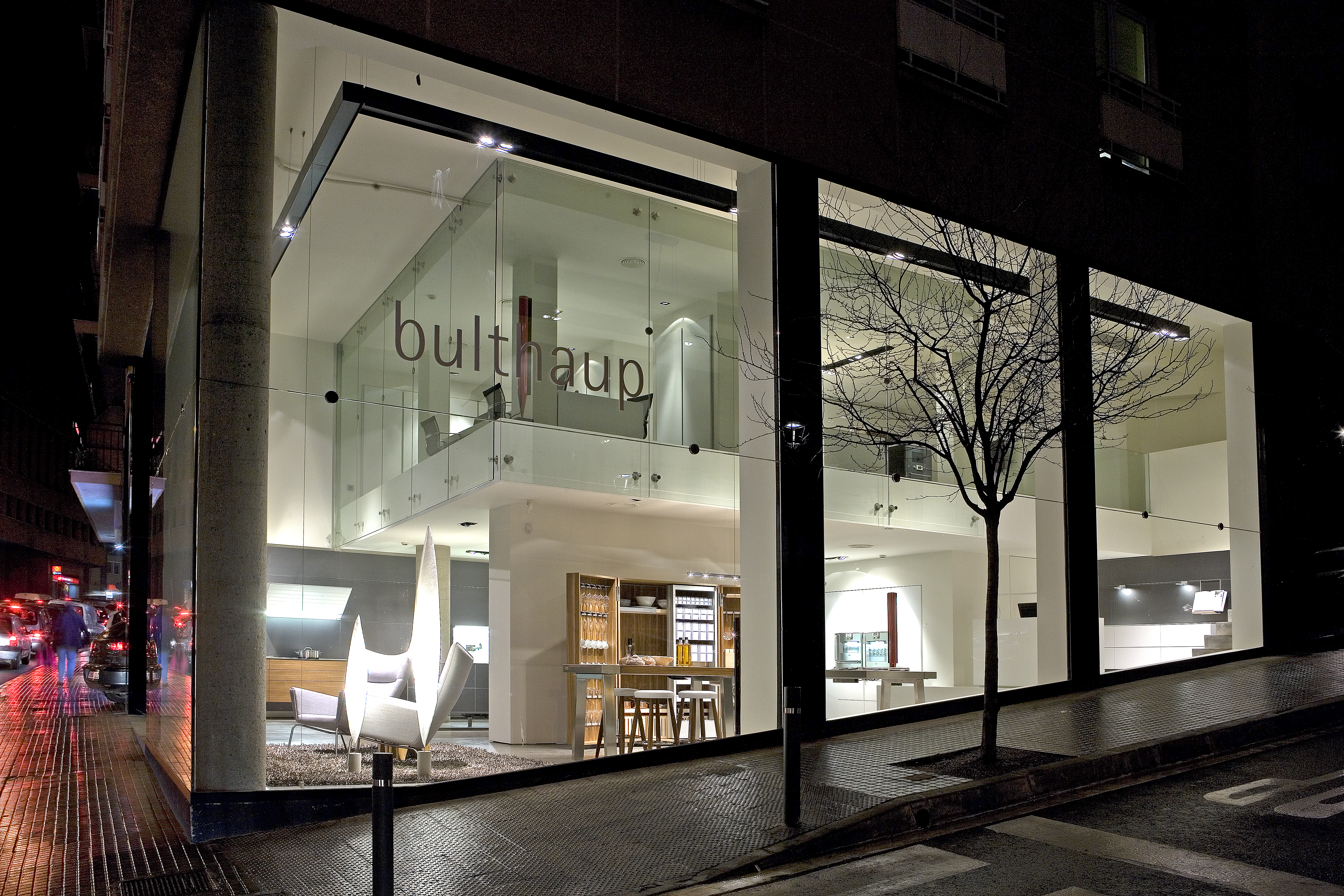
Uno showroom Bulthaup (2014)

La rete di vendita è costituita da concessionari con showroom monomarca e comprende circa 500 rivenditori (partner indipendenti). Bulthaup dispone di società affiliate in Gran Bretagna, Francia, Italia, Spagna, Paesi Bassi, Svizzera, Hong Kong e Stati Uniti.

## Design
- Bulthaup-butcher block, piano di lavoro a sé stante posto al centro della cucina, inizialmente prodotto in legno (stazione di lavoro Bulthaup) e poi interamente in acciaio inox, pensato per favorire la preparazione dei cibi a più mani.[5][19][20]
- Interior System Bulthaup b3, con fondo dei cassetti della cucina strutturato a onde in modo da poter facilmente regolare la posizione dei singoli scomparti[21]

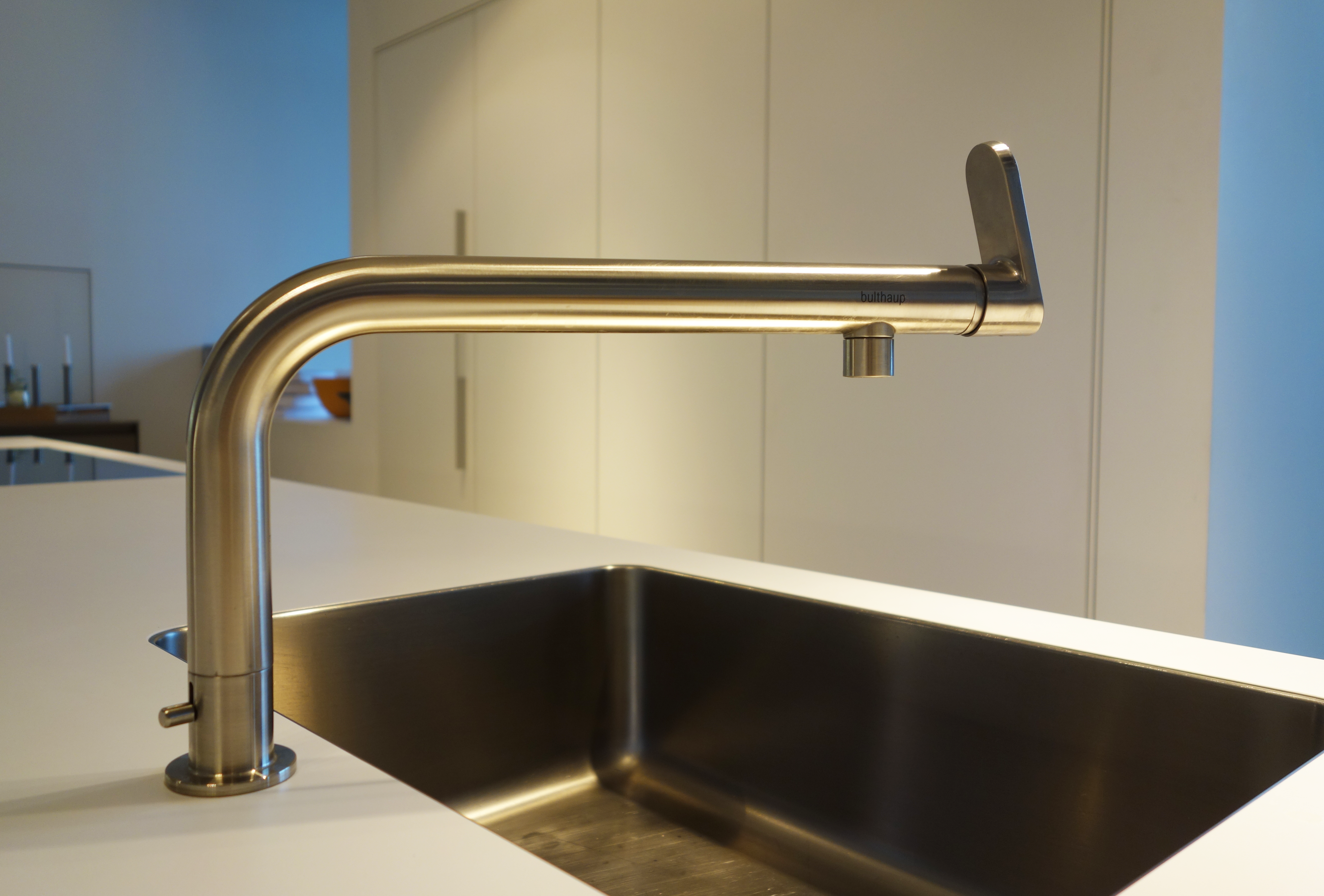
Rubinetto Bulthaup (2014)
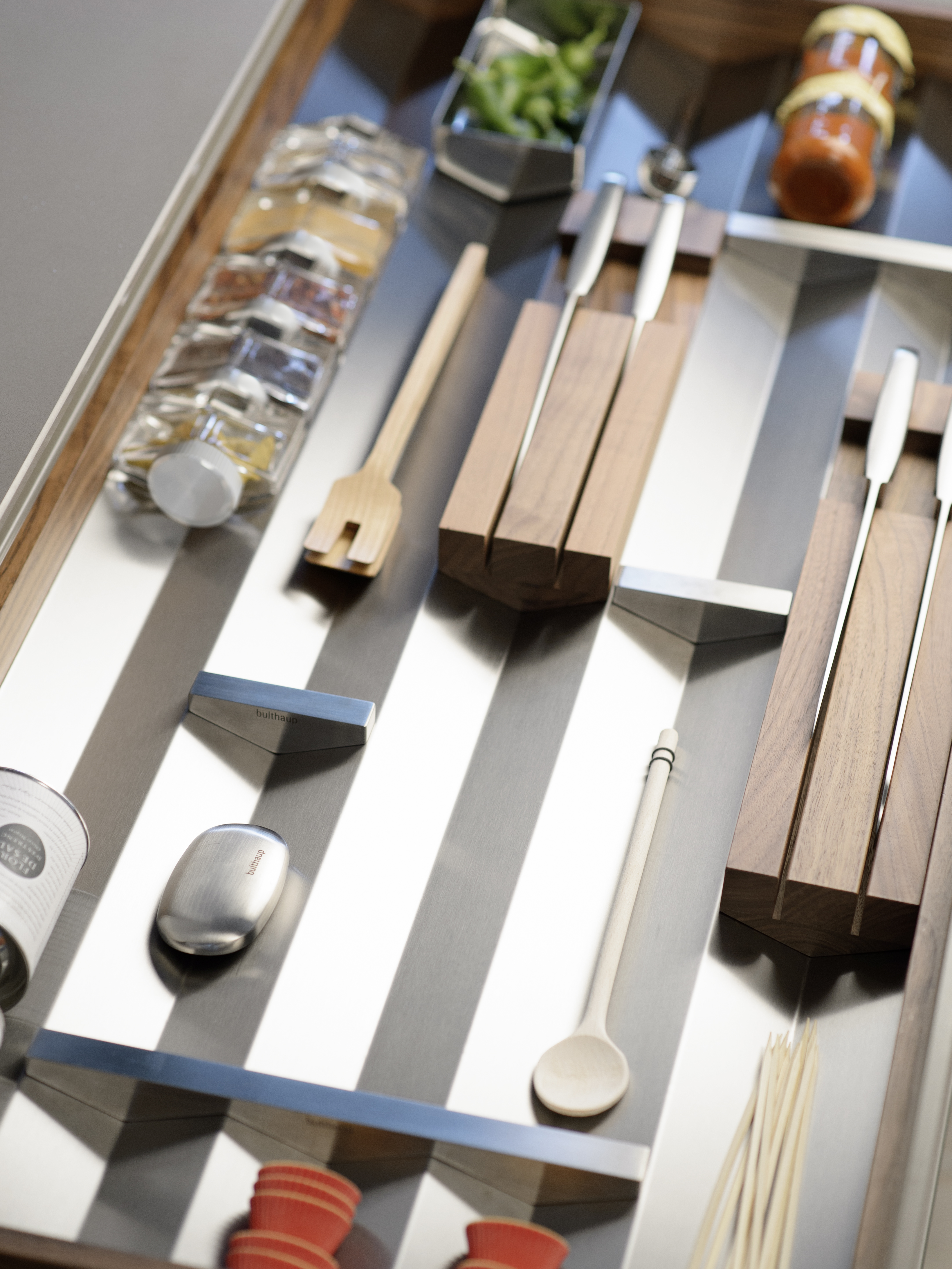
Cassetto di Bulthaup b3 con “Interior System“ (2014)

### Riconoscimenti
- 1997: "Lifetime Achievement Award" e il premio europeo del design della Commissione europea.[22]
- 2007: primo posto nella classifica tedesca dei marchi del lusso del settimanale economico WirtschaftsWoche.[23]
- 2010: "Designpreis der Bundesrepublik Deutschland" ("Premio del design della ex RFT") per b2.[24][25]
- 2013: "Design Award Best Storage" della rivista Wallpaper[21] e "Good Design Award" per la categoria "cucine / elettrodomestici" del Chicago Athenaeum Museum of Architecture and Design[26] per il sistema per allestimento di interni della linea b3 (Bulthaup b3 Interior System).
- 2014: quinto posto nella classifica tedesca dei marchi del lusso del settimanale economico WirtschaftsWoche,[27] "German Design Award" nella categoria "Personality" del German Design Council a Gerd Bulthaup[5] e "Architects Partner Award" d'oro della rivista tedesca AIT.[28]